# Галата Іван Корнійович
Іван Корнійович Галáта (20 січня 1936, с. Губиниха, Новомосковський район, Дніпропетровська область, Українська РСР — 21 червня 2022, смт Губиниха) — український радянський діяч, ланковий колгоспу «Червоний партизан» Новомосковського району Дніпропетровської області Української РСР, новатор сільськогосподарського виробництва. Герой Соціалістичної Праці (10.03.1976).

## Нагороди
- Герой Соціалістичної Праці (10.03.1976)
- 2 Ордени Леніна (08.04.1971, 10.03.1976)[перевірити]
- Медалі, в тому числі медалі ВДНГ СРСР
- Ювілейна медаль «20 років незалежності України»[1]